# Oxyopes shweta
Oxyopes shweta là một loài nhện trong họ Oxyopidae.
Loài này thuộc chi Oxyopes. Oxyopes shweta được Benoy Krishna Tikader miêu tả năm 1970.

## Hình ảnh

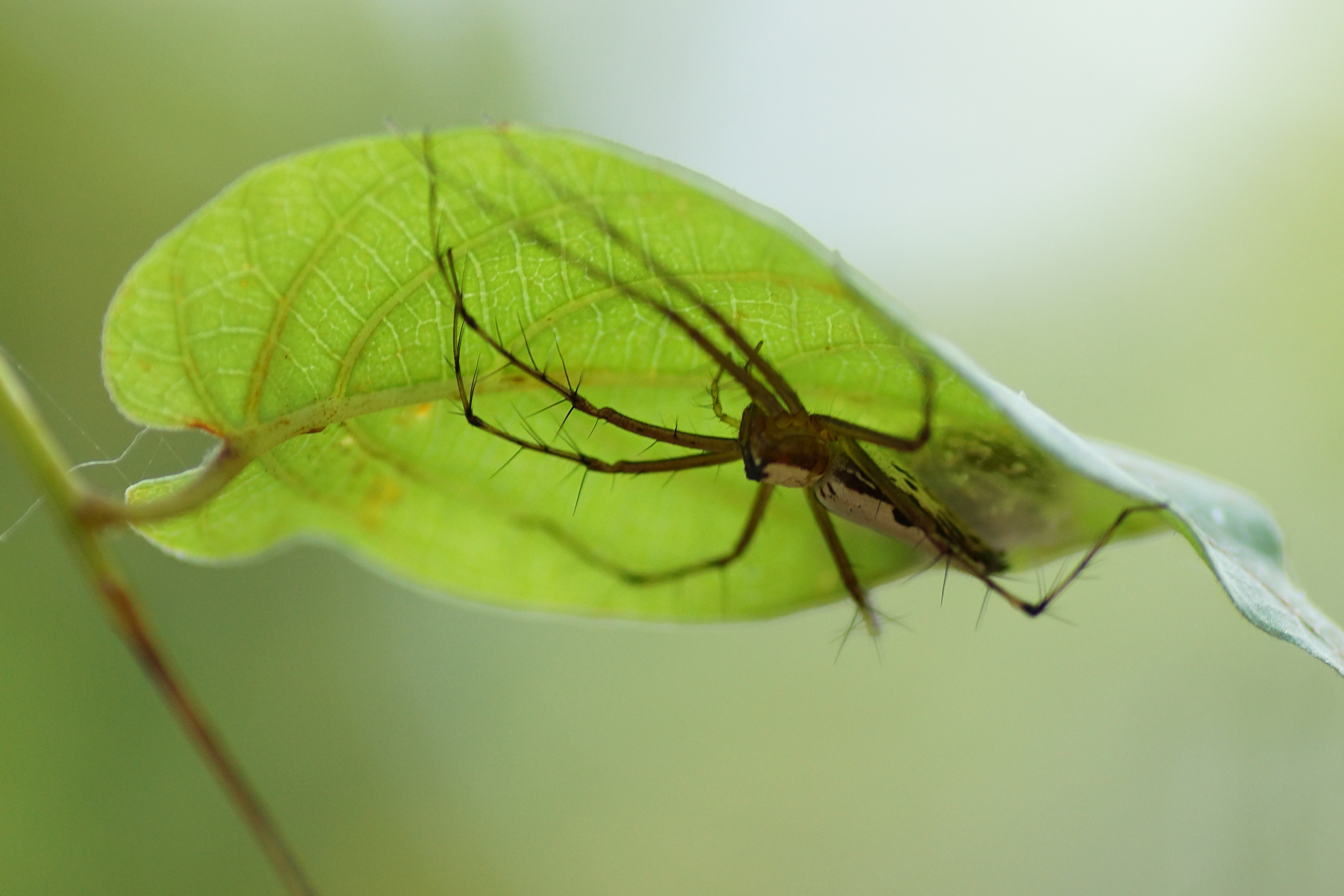
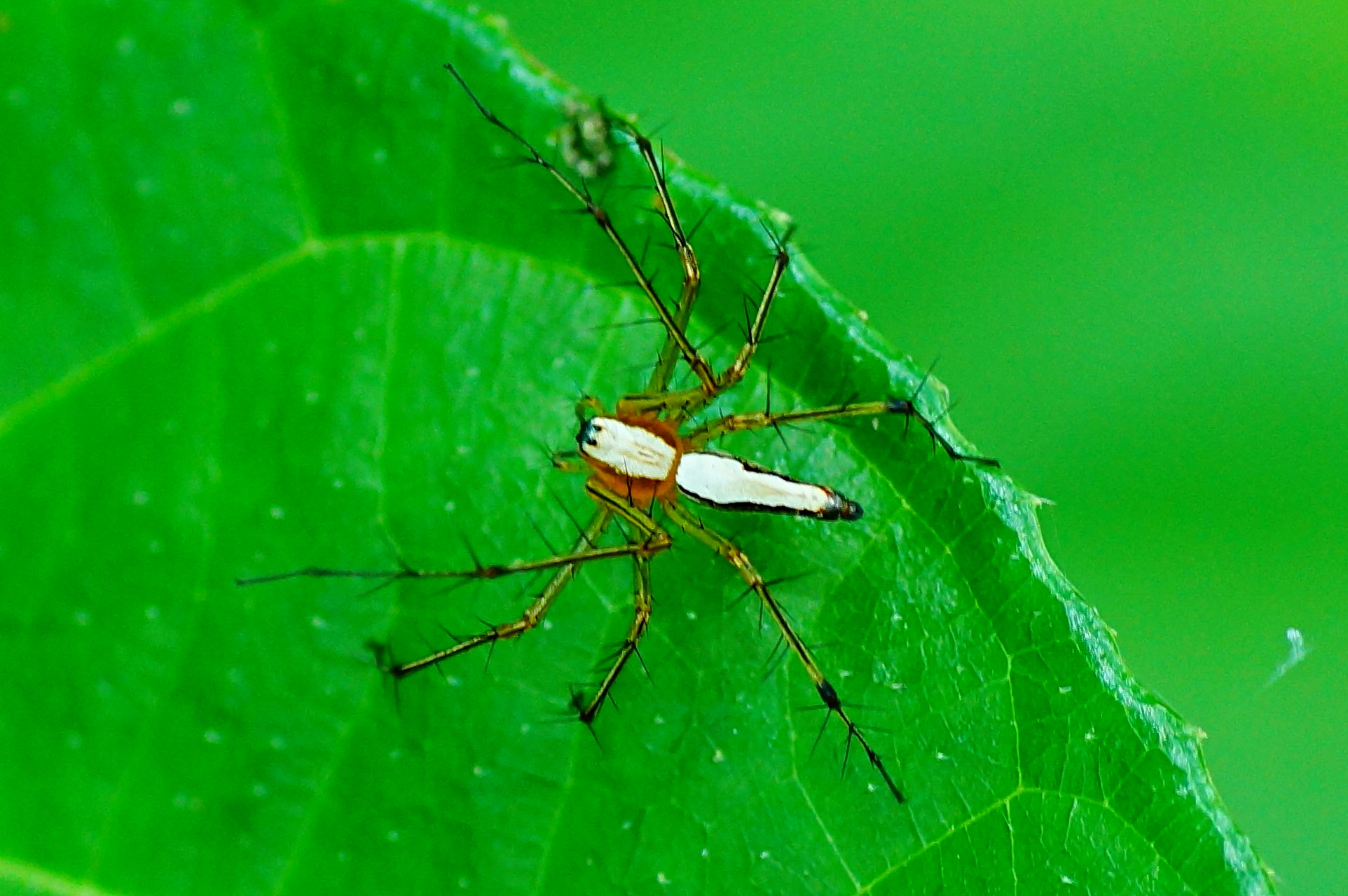
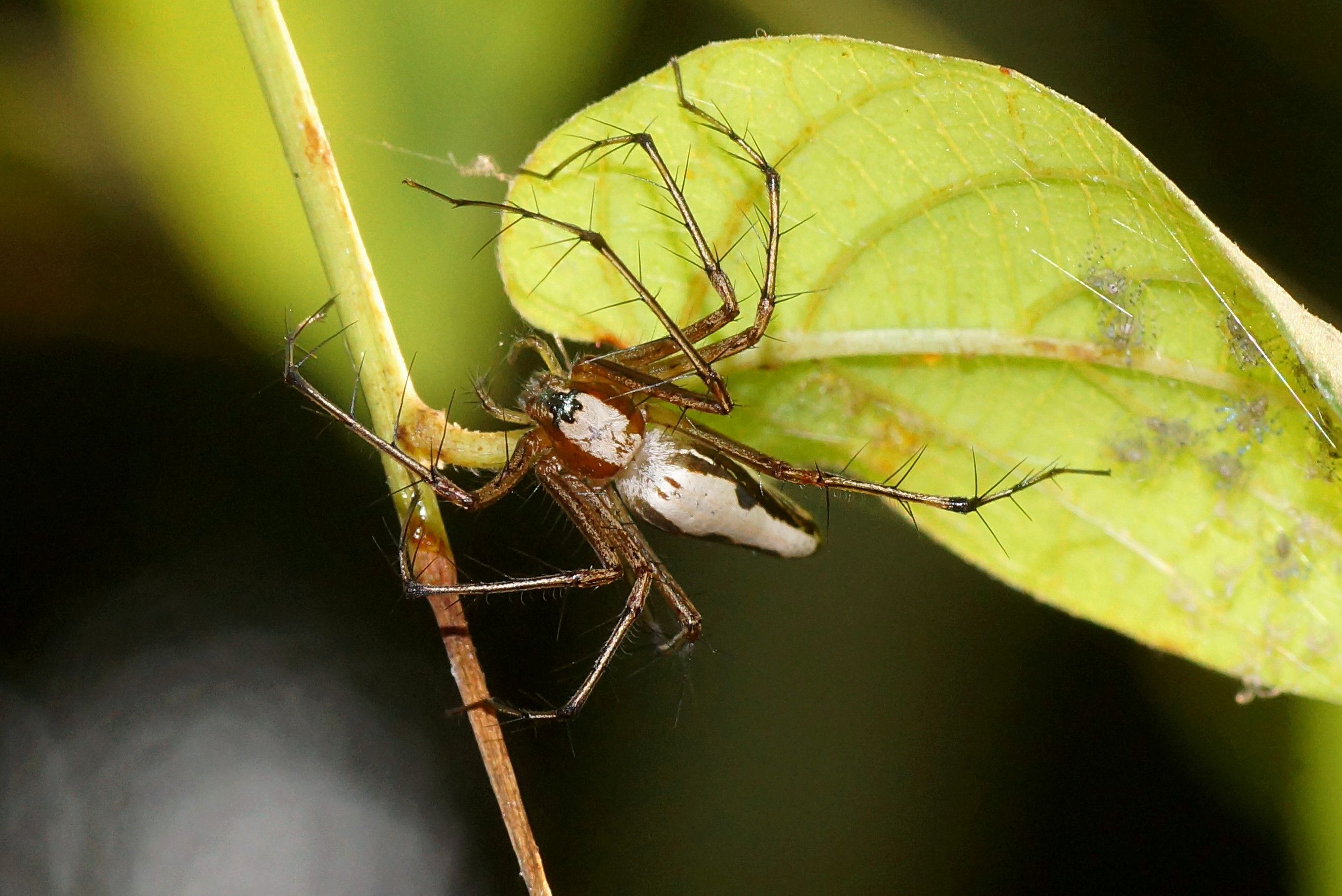
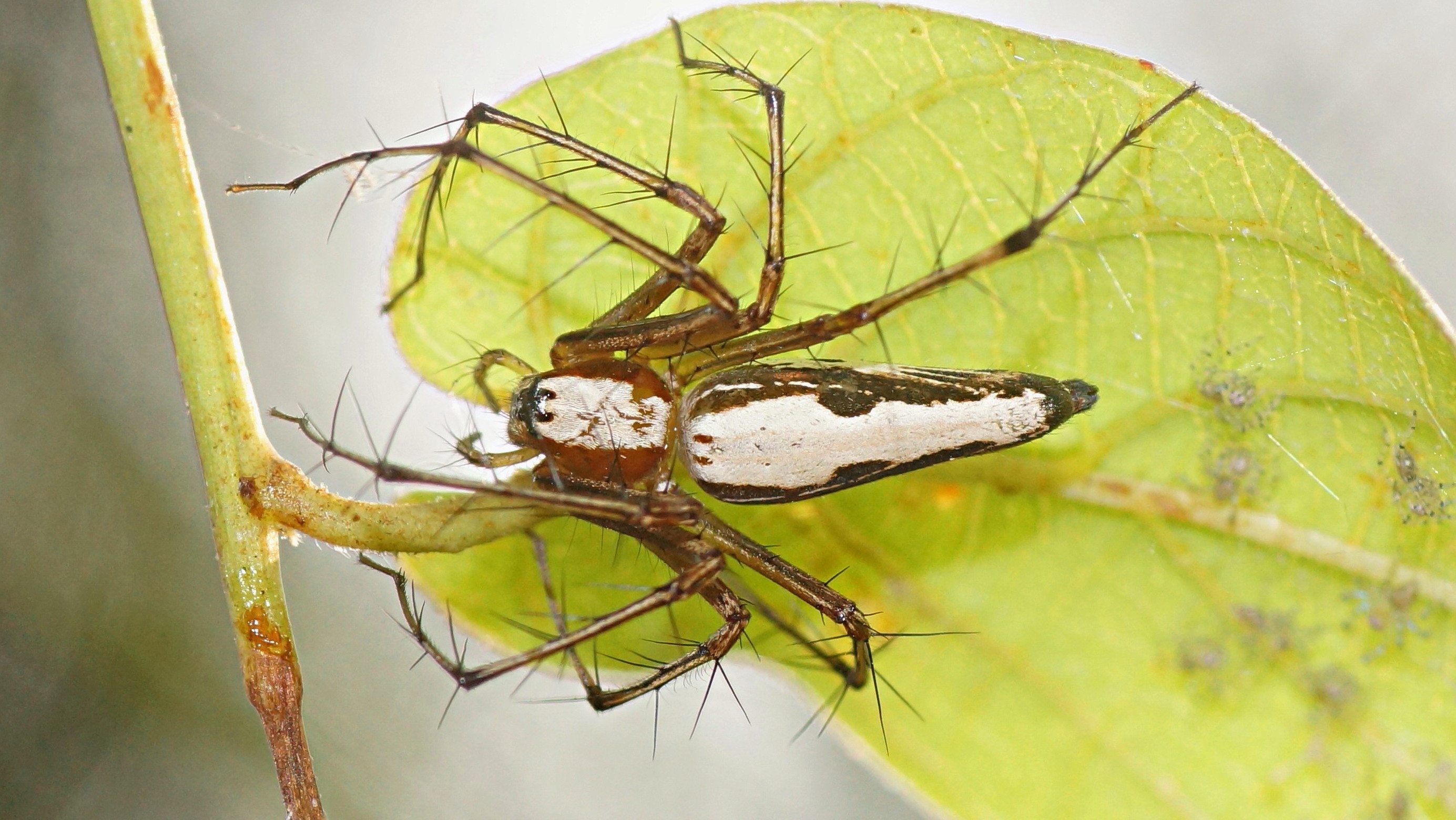